# Venezuela na Letních olympijských hrách 1968
Venezuela se účastnila Letní olympiády 1968 v Mexiku. Zastupovalo ji 23 mužů v 5 sportech.

## Medailisté
| Medaile | Jméno               | Sport | Soutěž                        |
| ------- | ------------------- | ----- | ----------------------------- |
| Zlato   | Francisco Rodríguez | Box   | Muži váha lehká muší do 49 kg |